# Santuario dei martiri canadesi
Il santuario dei martiri canadesi è un luogo di culto cattolico canadese che si trova nel comune di Midland, nella provincia dell'Ontario, nella contea di Simcoe. Il santuario è consacrato alla memoria dei Santi martiri canadesi, un gruppo di otto missionari, tra i quali sei presbiteri e due religiosi professi, della Compagnia di Gesù di origine francese, uccisi dagli indiani Irochesi mentre svolgevano il loro ministero presso gli indiani Uroni nella missione di Sainte-Marie tra gli Uroni fra il 1642 e il 1649, nel corso della guerra fra quei due popoli. È uno degli otto santuari nazionali cattolici del Canada.

## Storia

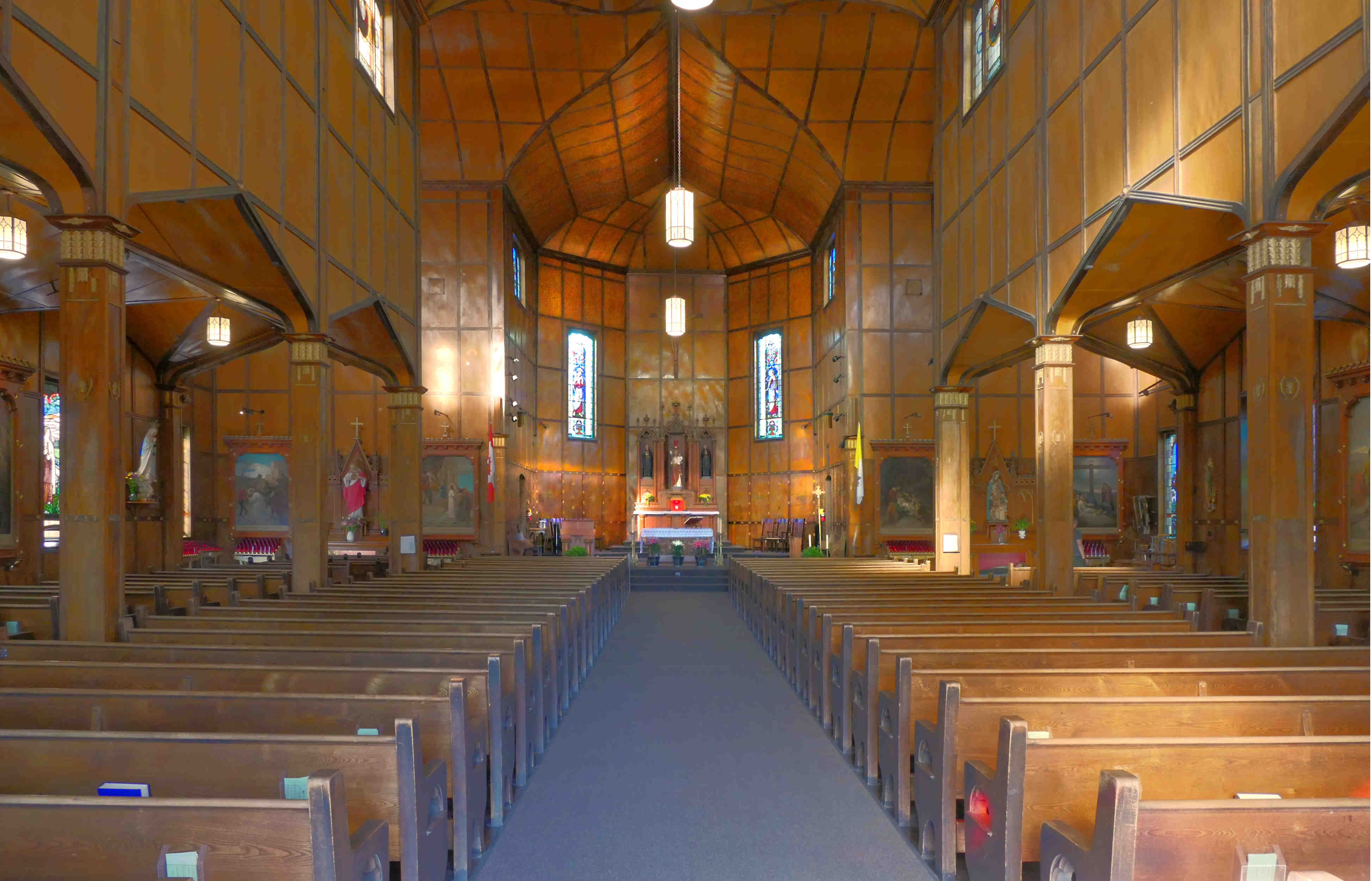
Interno del santuario.

Nel 1907 l'arcivescovo di Toronto, Dennis O'Connor, consacrò una piccola cappella nel villaggio di Waubaushene, nei pressi del posto nel quale vennero martirizzati Giovanni de Brébeuf e Gabriele Lalemant. Nel 1925, subito dopo la beatificazione dei Santi martiri da parte di Papa Benedetto XV il 21 giugno dello stesso anno, John M. Filion, superiore provinciale dei gesuiti in Canada, decise di avviare la costruzione di una chiesa più grande nei pressi dell'antica missione di Sainte-Marie tra gli Uroni, nel territorio del comune di Midland.
La costruzione iniziò nello stesso anno, usando materiali sia provenienti dalla vecchia chiesa di Waubaushene sia donati dalle aziende di legname dei territori dell'Ontario settentrionale. Le panche, le vetrate, le stazioni della Via Crucis e un altare vennero donati da varie chiese di Toronto e di London. La chiesa venne realizzata in stile neogotico con due campanili ai lati della facciata. L'interno della chiesa, modellato come una canoa rovesciata, venne progettato e costruito da Ildège Bourrie. L'edificio venne completato nello stesso 1925 prima dell'inizio dell'inverno. Il santuario venne consacrato il 25 giugno 1926 da William O'Connell, cardinale di Boston, il quale celebrò una messa all'aperto di fronte a circa 10 000 fedeli accorsi per l'occasione.
Il santuario custodisce le ossa dei santi Giovanni de Brébeuf, Gabriele Lalemant e Carlo Garnier, i quali, assieme agli altri martiri, vennero canonizzati il 29 giugno 1930 da Papa Pio XI. Il 15 settembre 1984 Papa Giovanni Paolo II visitò il santuario nel corso della sua visita pastorale nel Canada.